# 张秉铎
张秉铎（1913年—2004年），男，回族，河南洛宁人，中国阿拉伯语学家、伊斯兰学家，曾任中国伊斯兰教协会副会长。